# 454
Năm 454 là một năm trong lịch Julius.